# 英格兰的琼
英格兰的琼（英語：Joan of England，1165年10月—1199年9月4日），通过婚姻成为西西里王后和图卢兹伯爵夫人。她是英格兰国王亨利二世和阿基坦女公爵埃莉诺的第七个孩子。从出生起，她就注定了将有政治和王室的婚姻。她嫁给了西西里王国的古列尔莫二世，后来嫁给图卢兹伯爵雷蒙六世，这是两位在中世纪欧洲政治格局中具有非常重要和有影响力的人物。

## 早年
琼于1165年10月出生在昂热城堡。她是英格兰国王亨利二世和王后阿基坦的埃莉诺的第七个孩子。她在母亲在温彻斯特和普瓦捷的宫廷度过童年。作为一个年轻的安茹公主，琼的早期教育包括为她准备王朝婚姻的科目。她可能学会了缝纫、编织、唱歌、演奏乐器和骑马——这是她可能喜欢的消遣，因为她在遗嘱中提到了她的马。

## 西西里王后
1176年，西西里王国的古列尔莫二世派使节到英格兰宫廷向琼求婚。5月20日确认订婚，琼的父亲不得不筹钱支付旅行和婚礼的费用。为此，他对英格兰下属征税。8月27日，琼在诺里奇主教牛津的约翰和她的伯父萨里伯爵阿默兰·瓦伦纳的陪同下，从南安普敦启航前往西西里。在法国北部的安茹地区，她的长兄幼王亨利见了她，他护送她到普瓦捷交给她的次兄狮心理查。他带她去了圣吉勒，她的随行人员会见了西西里王国的代表：卡普亚大主教阿尔法诺和锡拉库萨主教理查·帕尔默。

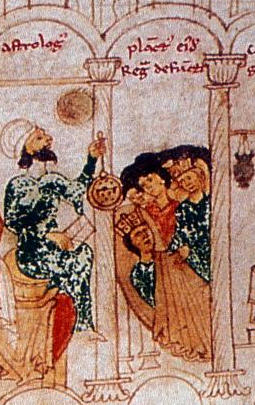
古列尔莫的病床。

经过一次危险的航行，琼安全抵达帕勒莫，1177年2月13日，她嫁给了古列尔莫国王，并在帕勒莫主教座堂加冕为西西里王后。
琼没有留下一个存活的继承人。尽管有传言说她在1181年或1182年生下了一个叫博蒙德的男孩，但即使他真的存在，他也在婴儿期就死了。传统上，在这种情况下，王室出身的丈夫可能会取消婚姻，以求有机会娶一个会给他一个儿子的女人。古列尔莫国王没有宣布这桩婚姻无效，也没有表示有兴趣这样做。相反，他指定他的姑姑、西西里国王鲁杰罗二世的女儿科斯坦察为继承人。
1189年11月古列尔莫二世驾崩时，西西里被他的私生子堂兄西西里的坦克雷迪占领，他占领了古列尔莫给琼的土地，这有着合理的战略理由，即蒙特圣安杰洛位于科斯坦察的丈夫、德意志国王海因里希六世的侵略军所走的路线上。坦克雷迪还把琼软禁在齐萨王宫，作为对她支持科斯坦察继位的报复。

## 第三次十字军
最后，她的哥哥英格兰国王理查一世在参加十字军东征前往圣地途中于1190年抵达意大利。他要求送还她本人及其嫁妆的每一分钱。当坦克雷迪拒绝这些要求时，理查占领了一座修道院和巴尼亚拉城堡。他决定在意大利过冬，攻打并征服了西西里的墨西拿城。最后，坦克雷迪同意了这个条件，并送去了琼的嫁妆。1191年3月，阿基坦的埃莉诺和理查的新娘纳瓦拉的贝伦加丽亚抵达墨西拿。
埃莉诺回到英格兰，把贝伦加丽亚交给琼照顾。理查决定推迟婚礼，把妹妹和新娘送上船，启航。两天后，舰队遭遇了一场猛烈的风暴，摧毁了几艘船只，琼和贝伦加丽亚的船偏离了航线。理查在克里特岛安全着陆，但她们被困在塞浦路斯附近。自封为塞浦路斯僭主的伊萨克·科穆宁正准备抓捕她们时，理查的舰队突然出现。公主们得救了，但僭主偷走了理查的财宝。理查追赶并俘虏了伊萨克，把他投入地牢，1191年5月12日在塞浦路斯利马索尔与贝伦加丽亚结婚，然后把琼和贝伦加丽亚送到阿卡。
琼是理查最喜欢的姐妹，但他却不吝惜在政治计划中把她当作讨价还价的筹码。他甚至建议把她嫁给萨拉丁的弟弟阿迪勒，让他们共同统治耶路撒冷。尽管阿迪勒和萨拉丁都表示同意这一安排，但由于高级牧师反对婚礼，并威胁将理查逐出基督教会，这一计划失败了。法兰西国王腓力二世也表示有兴趣娶她，但这一计划也失败了（可能是出于近亲的原因，因为腓力的父亲路易七世曾与她的母亲结婚）。

## 图卢兹伯爵夫人
1196年10月，琼在鲁昂嫁给图卢兹伯爵雷蒙六世作为了他的第四任妻子，以凯尔西和阿让为嫁妆。她是他的继承人雷蒙七世（1197年7月生）和一个后来嫁给了图尔领主伯纳二世的女儿让娜（1198年生）的母亲。
一些编年史家不喜欢图卢兹伯爵雷蒙六世（认为他是异教徒），声称他和琼的婚姻很快变得不幸福，她在1199年已经逃到哥哥理查的领地，得知理查去世。然而，《普伊劳伦斯的吉约姆编年史》在谈到琼的最后几个月时说：“她是一个有才干、有伟大精神的女人，当她从产床上康复后，她决心反抗无数权贵和骑士对她丈夫造成的伤害。因此，她拿起武器反对圣费利斯的领主，并包围了一个属于他们的称为莱斯卡塞的兵营。她的努力收效甚微；其中一些人背信弃义地秘密地向被围困的敌人提供武器和物资。她极为愤慨，放弃了围攻，叛徒的一场大火几乎使她无法离开营地。这次伤害令她大受影响，她急忙去见哥哥理查，告诉他这件事，但发现他已经死了。她自己被这双重悲痛所折磨，在怀孕期间就死了。”

### 去世和下葬
琼请求加入丰特夫罗修道院，这对已婚怀孕的妇女来说是反常的，但被批准了。1199年9月24日，她在分娩时去世，在临终床上成为修女。她的儿子仅活到被施洗完毕、得名理查。琼时年33岁。
琼起初葬在鲁昂大教堂，但通过其母的影响，葬在丰特夫罗修道院。她的肖像最初是跪在她父亲的墓前，双手紧握，低着头，表情虔诚。她的儿子雷蒙葬在她旁边，他的肖像跪在她的面前。这两幅肖像在法国大革命期间都被毁坏了。

## 历史资料
- 托里尼的罗贝尔（英语：Robert of Torigni）
- 霍维登的罗杰（英语：Roger of Hoveden）
- 迪塞托的拉尔夫（英语：Ralph of Diceto）
- Duvernoy, Jean (编), , Paris: CNRS, 1976, ISBN 2-910352-06-4

### 传记
- Abulafia, D.S.H. .  線上版. 牛津大學出版社. 2004. doi:10.1093/ref:odnb/14818. 需要订阅或英国公共图书馆会员资格
- Bowie, Colette. . Woodacre, E.  (编). . Palgrave Macmillan. 2013a: 27–50.
- Hamilton, J.S. . London: Continuum. 2010. ISBN 978-1-4411-5712-6. OL 28013041M.
- Owen, D.D.R. . Cooper Square Press. 1984. ISBN 0-631-20101-7.
- Payne, Robert. . Wiley-Blackwell. 1996. ISBN 0-8154-1086-7.
- Setton, Kenneth M.; Wolff, Robert Lee; Hazard, Harry W. (编).  2. The University of Wisconsin Press. 1969.
- Warren, W.L. . University of California Press. 1977.
- "Eleanor of Aquitaine: Lord and Lady" (2008). Bonnie Wheeler and John Carmi Parsons (eds.). Palgrave Macmillan. ISBN 0-230-60236-3.
- Wieruszowski, Helene. .  2. The University of Wisconsin Press. 1969: 3–44.
- Wilkinson, Louise J. . Continuum International Publishing Group. 2012.

## 延伸阅读
- Alio, Jacqueline. . Trinacria. 2018. ISBN 978-1-943-63914-4.
- Bowie, Colette. . Brepols. 2014. ISBN 978-2-503-54971-2.
- Bowie, Colette. . Aurell, Martin  (编). . Histoires de famille. La parenté au Moyen Age 14. Brepols. 2013: 155–167. ISBN 978-2-503-54923-1. doi:10.1484/M.HIFA-EB.5.101234.

| 英格兰的琼金雀花王朝出生于：1165年10月逝世於：1199年9月4日 | 英格兰的琼金雀花王朝出生于：1165年10月逝世於：1199年9月4日 | 英格兰的琼金雀花王朝出生于：1165年10月逝世於：1199年9月4日 |
| 王室頭銜                                                   | 王室頭銜                                                   | 王室頭銜                                                   |
| ---------------------------------------------------------- | ---------------------------------------------------------- | ---------------------------------------------------------- |
| 前任者： 纳瓦拉的玛格丽塔                                  | 西西里王后 1177年2月13日 – 1189年11月11日                  | 繼任者： 阿切拉的西比拉                                    |